# Liste kantonaler Volksabstimmungen des Kantons Thurgau
Die Liste kantonaler Volksabstimmungen des Kantons Thurgau zeigt die Volksabstimmungen des Kantons Thurgau von 2004 bis 2019.

## Abstimmungen
An mit «keine kantonalen Abstimmungen» vermerkten Tagen fanden entweder eidgenössische Abstimmungen oder kantonale Wahlen statt, ohne dass eine kantonale Abstimmung vorlag.

### 2019
| Datum      | Titel der Vorlage                                                                 | Anteil Ja-Stimmen | Resultat   |
| ---------- | --------------------------------------------------------------------------------- | ----------------- | ---------- |
| 20.10.2019 | Keine kantonalen Abstimmungen                                                     |                   |            |
| 19.05.2019 | Initiative «Offenheit statt Geheimhaltung / Für transparente Behörden im Thurgau» | 80,3 %            | Angenommen |
| 10.02.2019 | Keine kantonalen Abstimmungen                                                     |                   |            |

### 2018
| Datum      | Titel der Vorlage | Anteil Ja-Stimmen | Resultat   |
| ---------- | --- | ----------------- | ---------- |
| 25.11.2018 | Keine kantonalen Abstimmungen |                   |            |
| 23.09.2018 | Kredit über 25,416 Millionen Franken in Form eines Darlehens als Anteil des Kantons Thurgau an die Stiftung Ostschweizer Kinderspital für den Neubau des Ostschweizer Kinderspitals (OKS) in St. Gallen | 89,2 %            | Angenommen |
| 10.06.2018 | Keine kantonalen Abstimmungen |                   |            |
| 04.03.2018 | Keine kantonalen Abstimmungen |                   |            |

### 2017
| Datum      | Titel der Vorlage                                                                    | Anteil Ja-Stimmen | Resultat   |
| ---------- | ------------------------------------------------------------------------------------ | ----------------- | ---------- |
| 26.11.2017 | Kreditbegehren Erweiterungsbau 2 der Pädagogischen Hochschule Thurgau in Kreuzlingen | 54,5 %            | Angenommen |
| 24.09.2017 | Keine kantonalen Abstimmungen                                                        |                   |            |
| 21.05.2017 | Keine kantonalen Abstimmungen                                                        |                   |            |
| 12.02.2017 | Gegenvorschlag zur Kulturlandinitiative                                              | 80,7 %            | Angenommen |

### 2016
| Datum      | Titel der Vorlage                                         | Anteil Ja-Stimmen | Resultat  |
| ---------- | --------------------------------------------------------- | ----------------- | --------- |
| 27.11.2016 | Volksinitiative «Ja zu einer guten Thurgauer Volksschule» | 24,7 %            | Abgelehnt |
| 25.09.2016 | Keine kantonalen Abstimmungen                             |                   |           |
| 05.06.2016 | Kredit Expo2027 Bodensee-Ostschweiz                       | 46,6 %            | Abgelehnt |
| 10.04.2016 | Keine kantonalen Abstimmungen                             |                   |           |
| 28.02.2016 | Keine kantonalen Abstimmungen                             |                   |           |

### 2015
| Datum      | Titel der Vorlage             | Anteil Ja-Stimmen | Resultat |
| ---------- | ----------------------------- | ----------------- | -------- |
| 18.10.2015 | Keine kantonalen Abstimmungen |                   |          |
| 14.06.2015 | Keine kantonalen Abstimmungen |                   |          |
| 08.03.2015 | Keine kantonalen Abstimmungen |                   |          |

### 2014
| Datum      | Titel der Vorlage             | Anteil Ja-Stimmen | Resultat |
| ---------- | ----------------------------- | ----------------- | -------- |
| 30.11.2014 | Keine kantonalen Abstimmungen |                   |          |
| 28.09.2014 | Keine kantonalen Abstimmungen |                   |          |
| 18.05.2014 | Keine kantonalen Abstimmungen |                   |          |
| 09.02.2014 | Keine kantonalen Abstimmungen |                   |          |

### 2013
| Datum      | Titel der Vorlage             | Anteil Ja-Stimmen | Resultat |
| ---------- | ----------------------------- | ----------------- | -------- |
| 22.09.2013 | Keine kantonalen Abstimmungen |                   |          |
| 09.06.2013 | Keine kantonalen Abstimmungen |                   |          |
| 03.03.2013 | Keine kantonalen Abstimmungen |                   |          |

### 2012
| Datum      | Titel der Vorlage | Anteil Ja-Stimmen | Resultat   |
| ---------- | --- | ----------------- | ---------- |
| 25.11.2012 | Keine kantonalen Abstimmungen |                   |            |
| 23.09.2012 | Beschluss des Grossen Rates vom 14. März 2012 betreffend Erweiterung des Strassennetzes (Netzbeschluss) um die Bodensee-Thurtalstrasse (BTS) und die Oberlandstrasse (OLS) | 54,58 %           | Angenommen |
| 23.09.2012 | Gesetz vom 28. März 2012 betreffend die Änderung des Gesetzes über die Strassenverkehrsabgaben vom 16. August 2006                                                         | 40,13 %           | Abgelehnt  |
| 17.06.2012 | Planungs- und Baugesetz | 64,75 %           | Angenommen |
| 15.04.2012 | Keine kantonalen Abstimmungen |                   |            |
| 11.03.2012 | Keine kantonalen Abstimmungen |                   |            |

### 2011
| Datum      | Titel der Vorlage | Anteil Ja-Stimmen | Resultat   |
| ---------- | --- | ----------------- | ---------- |
| 27.11.2011 | Keine kantonalen Abstimmungen |                   |            |
| 13.11.2011 | Keine kantonalen Abstimmungen |                   |            |
| 23.10.2011 | Abschaffung der Volkswahl für die Grundbuchverwalter und Notare                                                                             | 68,29 %           | Angenommen |
| 15.05.2011 | Volksinitiative «Abschaffung der Pauschalbesteuerung – Schweizer und Ausländer gleich behandeln» sowie der Gegenvorschlag des Grossen Rates | 47,0 %            | Abgelehnt  |
| 15.05.2011 | Volksinitiative «Faires Wahlsystem für die Grossratswahlen»                                                                                 | 38 %              | Abgelehnt  |
| 15.05.2011 | Volksinitiative «Ja zu effizienter und erneuerbarer Energie- natürlich Thurgau!»                                                            | 84,21 %           | Angenommen |
| 13.02.2011 | Doppeltes Ja bei Volksinitiativen mit Gegenvorschlag                                                                                        | 79,17 %           | Angenommen |
| 13.02.2011 | Kreditbegehren Neubau Dreifachturnhalle in Arbon                                                                                            | 65,2 %            | Angenommen |
| 13.02.2011 | Kreditbegehren Aufstockung der Turnhalle des Berufszentrum Weinfelden                                                                       | 67,79 %           | Angenommen |

### 2010
| Datum      | Titel der Vorlage                               | Anteil Ja-Stimmen | Resultat  |
| ---------- | ----------------------------------------------- | ----------------- | --------- |
| 28.11.2010 | Keine kantonalen Abstimmungen                   |                   |           |
| 26.09.2010 | Keine kantonalen Abstimmungen                   |                   |           |
| 13.06.2010 | Keine kantonalen Abstimmungen                   |                   |           |
| 07.03.2010 | Volksinitiative «Ja! Freie Schulwahl für alle.» | 16,81 %           | Abgelehnt |

### 2009
| Datum      | Titel der Vorlage | Anteil Ja-Stimmen | Resultat   |
| ---------- | --- | ----------------- | ---------- |
| 29.11.2009 | Thurgauische Volksabstimmung über das Gesetz vom 17. Juni 2009 betreffend die Änderung der Verfassung des Kantons Thurgau                               | 61,77 %           | Angenommen |
| 27.09.2009 | Thurgauische Volksabstimmung über das Gesetz vom 25. März 2009 betreffend die Änderung des Gesetzes über die Staats- und Gemeindesteuern (Steuergesetz) | 45,33 %           | Abgelehnt  |
| 27.09.2009 | Thurgauische Volksabstimmung über das Gesetz vom 6. Mai 2009 betreffend die Änderung des Einführungsgesetzes zum Schweizerischen Zivilgesetzbuch        | 44 %              | Abgelehnt  |
| 17.05.2009 | Abstimmung über die Volksinitiative Schutz vor Passivrauchen                                                                                            | 45,2 %            | Abgelehnt  |
| 08.02.2009 | Abstimmung über die Änderung der Kantonsverfassung | 76,2 %            | Angenommen |

### 2008
| Datum      | Titel der Vorlage             | Anteil Ja-Stimmen | Resultat  |
| ---------- | ----------------------------- | ----------------- | --------- |
| 30.11.2008 | HarmoS-Konkordat              | 48,4 %            | Abgelehnt |
| 28.09.2008 | Keine kantonalen Abstimmungen |                   |           |
| 01.06.2008 | Keine kantonalen Abstimmungen |                   |           |
| 06.04.2008 | Keine kantonalen Abstimmungen |                   |           |
| 24.02.2008 | Keine kantonalen Abstimmungen |                   |           |

### 2007
| Datum      | Titel der Vorlage                              | Anteil Ja-Stimmen | Resultat   |
| ---------- | ---------------------------------------------- | ----------------- | ---------- |
| 25.11.2007 | Neues Staatsarchiv                             | 74,12 %           | Angenommen |
| 25.11.2007 | Änderung des Kantons- und Gemeindebürgerrechts | 44,78 %           | Abgelehnt  |
| 21.10.2007 | Keine kantonalen Abstimmungen                  |                   |            |
| 17.6.2007  | Keine kantonalen Abstimmungen                  |                   |            |
| 11.3.2007  | Keine kantonalen Abstimmungen                  |                   |            |

### 2006
| Datum      | Titel der Vorlage                                                                         | Anteil Ja-Stimmen | Resultat   |
| ---------- | ----------------------------------------------------------------------------------------- | ----------------- | ---------- |
| 26.11.2006 | Keine kantonalen Abstimmungen                                                             | 74,12 %           | Angenommen |
| 24.09.2006 | Keine kantonalen Abstimmungen                                                             |                   |            |
| 21.05.2006 | Nur eine Fremdsprache an der Primarschule                                                 | 48,1 %            | Abgelehnt  |
| 21.05.2006 | Ladenöffnungszeiten                                                                       | 38,6 %            | Abgelehnt  |
| 12.02.2006 | Ergänzungsbauten für die Thurgauer Lehrerinnen- und Lehrerbildung in Kreuzlingen          | 63,6 %            | Angenommen |
| 12.02.2006 | Zusatzkredit von 2'800'000 Franken für eine Holzschnitzelfeuerungsanlage mit Wärmeverbund | 68,1 %            | Angenommen |

### 2005
| Datum      | Titel der Vorlage                          | Anteil Ja-Stimmen | Resultat  |
| ---------- | ------------------------------------------ | ----------------- | --------- |
| 27.11.2005 | Keine kantonalen Abstimmungen              |                   |           |
| 25.09.2005 | Thurtalstrasse T14                         | 47,8 %            | Abgelehnt |
| 25.09.2005 | Südumfahrung Kreuzlingen                   | 43,5 %            | Abgelehnt |
| 05.06.2005 | Neubau Verwaltungsgebäude II in Frauenfeld | 43,7 %            | Abgelehnt |

### 2004
| Datum      | Titel der Vorlage                                                                                    | Anteil Ja-Stimmen | Resultat   |
| ---------- | --- | ----------------- | ---------- |
| 28.11.2004 | Kreditbegehren für den Erweiterungsbau des Berufsbildungszentrums Weinfelden                         | 78,8 %            | Angenommen |
| 26.09.2004 | Keine kantonalen Abstimmungen                                                                        |                   |            |
| 16.05.2004 | Gesetz zum Vollzug der Bundesgesetzgebung über den Erwerb von Grundstücken durch Personen im Ausland | ?                 |            |
| 28.03.2004 | Keine kantonalen Abstimmungen                                                                        |                   |            |
| 08.02.2004 | Keine kantonalen Abstimmungen                                                                        |                   |            |